# Quartet de corda núm. 3 (Brahms)
El Quartet de corda núm. 3 en si♭ major, Op. 67, fou compost per Johannes Brahms durant l'estiu de 1875 i publicat per Fritz Simrock. Va ser estrenat el 30 d'octubre de 1876 a Berlín.
El Quartet de corda núm. 3 en si♭ major, Op. 67, fou compost per Johannes Brahms durant l'estiu de 1875 i publicat per Fritz Simrock. Va ser estrenat el 30 d'octubre de 1876 a Berlín.
1. Vivace
2. Andante
3. Agitato (Allegretto non troppo) — Trio — Coda
4. Poco Allegretto con Variazioni

Brahms va compondre el quartet a Ziegelhausen, prop de Heidelberg, i el va dedicar al professor Theodor Wilhelm Engelmann, un violoncel·lista aficionat que va acollir Brahms en una visita a Utrecht. Brahms, en aquell temps, era el director artístic de la Gesellschaft der Musikfreunde de Viena. L'obra és encantadora i alegre, "una mica inútil", va dir Brahms, "per evitar enfrontar-se al rostre seriós d'una simfonia", referint-se a la seva Simfonia núm. 1 que havia d'estrenar una setmana més tard.
La ironia d'aquest quartet és que, tot i que està dedicat a Engelmann que era violoncel·lista, en tot el quartet no hi ha cap melodia per al violoncel. Els violins tenen la melodia en molts moments de l'obra i en el tercer moviment, Agitato, la melodia està en la veu de la viola. En una carta a Engelmann sobre el quartet, Brahms li diu: "Aquest quartet s'assembla bastant a la seva dona –molt delicada, però brillant! ... No hi ha un solo de violoncel, sinó un de viola pel que potser voldreu canviar d'instrument pel seu bé!". En fer això, Brahms afavoreix instruments de registre més central, com el clarinet o la trompa, i té consciència de la baixa popularitat de la viola; aquí destaca el seu estrany sentit de l'humor, suggerint que Engelmann canviï el violoncel per la viola.